# Mikoyan-Gourevitch Ye-8
Le Ye-8 était un prototype d'avion d'interception dont le développement était basé sur une cellule de MiG-21PF.
Il devait engager des cibles tous secteurs et par tout temps.
Il avait été aussi appelé MiG-23 par le NII (Institut de test scientifique) en 1961.
Il se différenciait de celui-ci par plusieurs modifications :
- entrée d'air centrale sous le fuselage : permettait de loger un radar Sapfir 21 (qui n'a jamais dû être installé). Le train d'atterrissage avant était positionné derrière cette entrée d'air ;
- surfaces de type canard de chaque côté du nez (dérivées de celles du Ye-6T/3), libres en dessous de Mach 1, elles étaient verrouillées au-dessus ;
- sous le fuselage à l'arrière, une quille déployable était positionnée (comme sur le MiG-23 Flogger plus tard).

Le premier prototype (Ye-8/1) a volé le 17 avril 1962 avec le pilote d'essai Mosolov.
Le deuxième prototype (Ye-8/2) a volé le 29 juin 1962 avec le pilote d'essai Fedotov.
Le projet a été abandonné après une défaillance du moteur sur le Ye-8/1 le 11 septembre, où Mosolov a été sérieusement blessé.